# ديكي سيمبكينز
ديكي سيمبكينز (بالإنجليزية: Dickey Simpkins)‏ مواليد 6 أبريل 1972 في واشنطن العاصمة، هو لاعب كرة سلة أمريكي سابق. بدأ مسيرته الاحترافية في سنة 1994. تم اختياره من قبل فريق شيكاغو بولز خلال الدرافت. يبلغ طوله 6 قدم 9 بوصة (2.1 م). اعتزل اللعب في 2006. أحرز خلال مسيرته في الإن بي إيه 1388 نقطة بمعدل 4.2 نقاط في المباراة الواحدة.

## المسيرة الاحترافية
لعب مع شيكاغو بولز من سنة 1994 إلى 1997، ثم لعب مع غولدن ستايت ووريورز في موسم 1997–1998، ثم لعب مع شيكاغو بولز من سنة 1997 إلى 2000، ثم لعب مع أتلانتا هوكس في سنة 2001، ثم لعب مع ليتوفوس رايتس في موسم 2003–2004.

## روابط خارجية
- ديكي سيمبكينز على موقع إن بي أي (الإنجليزية)
- ديكي سيمبكينز على موقع سبورتس رفرنس (الإنجليزية)
- ديكي سيمبكينز على موقع الدوري الإسباني لكرة السلة (الإسبانية)
- ديكي سيمبكينز على موقع كرة السلة الأوروبية.كوم (الإنجليزية)
- ديكي سيمبكينز على موقع إي إس بي إن.كوم (الإنجليزية)
- ديكي سيمبكينز على موقع كلية كرة السلة في سبورتس رفرنس.كوم (الإنجليزية)
- ديكي سيمبكينز على موقع ريلجم (الإنجليزية)
- ديكي سيمبكينز على موقع بروبوليرز (الإنجليزية)
- ديكي سيمبكينز على موقع سبورتس رفرنس (الإنجليزية)